# La Religion (roman)
Ne doit pas être confondu avec La Religion.
La Religion (The Religion) est un roman historique écrit par l'auteur britannique Tim Willocks, publié en 2006 au Royaume-Uni et en 2009 en France aux éditions Sonatine, traduit par Benjamin Legrand.
Il traite du Grand siège de Malte sous la forme d'une fiction. 
Il s'agit du premier roman de la trilogie Mattias Tannhauser ; le second, intitulé Les Douze Enfants de Paris et paru en 2013, évoque le massacre de la Saint-Barthélemy.

## Résumé
Malte, mai 1565. Basé à Malte après la défaite de Rhodes en 1522, l'ordre de Saint-Jean de Jérusalem, qui se fait appeler « La Religion », attend l'invasion des Turcs. Les Ottomans, sous le commandement du général Mustafa Pacha et de l'amiral Piyale Pacha, sont envoyés s'emparer de l'île dans le cadre des campagnes méditerranéennes de Soliman le Magnifique.
Jean de Valette, le grand maître de l'ordre des Hospitaliers, fait appel à Mattias Tannhauser, un expert en arts militaires ottomans, pour l'aider à planifier la défense du Borgo, la nouvelle capitale de l'île. Originaire des Balkans, Tannhauser a été capturé alors qu'il était enfant par les Turcs pour devenir janissaire (le corps d'élite de l'armée ottomane) selon la loi du devshirmé. Promu capitaine et après des années de services aux ordres du sultan, il décide de prendre sa retraite et devient marchand d'armes, mercenaire et trafiquant d'opium. Il est contraint de retrouver l'horreur de la guerre et d'offrir son aide à la Religion, ceci afin d'aider une jeune comtesse d’origine maltaise à retrouver son fils abandonné.
Les chevaliers chrétiens, au nombre ridiculement faible de 600, assistés par 1 200 mercenaires italiens et espagnols et les trois ou quatre mille hommes de la milice maltaise, retranchés dans les forts Saint-Elme et Saint-Ange, vont devoir faire face aux quarante-cinq mille « Lions de l'Islam », pendant les cinq mois que va durer le Grand siège de Malte, surnommé l'« Iliade maltaise ».
Dans le même temps, l'ordre de Saint-Jean a rendu l'église romaine jalouse de son pouvoir et de ses immenses richesses. L'Inquisition envoie donc l'un de ses agents les plus efficaces, Ludovico, pour démanteler La Religion et la plier aux volontés papales.

« Peu après le coucher du soleil le Grand Turc attaque à nouveau, tout le long de l'enceinte. L'obscurité se fit plus brillante que le jour, et les chœurs de Satan se mirent à chanter, et les dieux de l'Est et de l'Ouest ensemble cachèrent leur visage honteux tandis que leurs troupeaux de dévots aveugles se précipitaient à nouveau vers le massacre. »

— Tim Willocks, extrait du roman.

## Accueil
The Religion a connu un accueil mitigé dans la presse au Royaume-Uni. Dans The Guardian, une journaliste écrit : « avec de l'hyper-violence, de la misogynie et des noms de marque, [le roman] est comme un Psycho maltais, sans intelligence et avec de hideux messages sur la suprématie Blanche. » Un autre critique du même journal ajoute que, comme le premier roman de l'auteur, L'Odeur de la haine (Green River Rising, 1995), celui-ci parle d'un « autre culte de la mort, d'une autre communauté assiégée, tout en dépeignant une violence tout aussi extravagante » et conclut en déclarant ironiquement que, grâce à la narration très « visuelle » de Willocks, il fera un film intéressant. Dans The Daily Telegraph, un journaliste nuance ces propos, indiquant que le roman est un roman de chevalerie dans son sens le plus ancien : « c'est macho, sexy et profondément sanglant, tout en étant très concerné par le salut de l'âme. Cette magnifique histoire d'aventures est aussi inévitablement une méditation résonante sur le pouvoir de la religion à inciter à la guerre. »
Aux États-Unis, The New York Times le qualifie de « triomphe littéraire », ajoutant que c'est un « roman éclatant, puissant, brutal, poétique » alors que l'auteur James Ellroy déclare que The Religion est « un étourdissant voyage en enfer superbement maîtrisé. » Le site Goodreads lui donne la note de 4,02/5 et écrit que « Anne Rice a transformé les romans de vampires. Stephen King a réinventé l'horreur. Aujourd'hui, dans un spectaculaire conte d'héroïsme, de tragédie et de passion, Tim Willocks ravive la fiction historique. »
En France, Télérama donne deux « T » à La Religion et écrit que « les batailles ressemblent à de fascinantes boucheries, ça pue le sang, la mort, la merde, et le lecteur est emporté par une multitude de scènes obsédantes, écrites par le fils caché de James Ellroy et d'Umberto Eco. » Dans une chronique pour Le Monde, Daniel Rondeau compare la narration à celles d'Alexandre Dumas, Steven Spielberg et James Ellroy et qualifie le roman ainsi : « vision panoptique des événements, art du point, puissance hypnotique de l'intrigue, poésie dans l'évocation, imagination cruelle et souriante. » La référence à Alexandre Dumas revient fréquemment. C'est pour Antoine de Caunes un de ses ouvrages favoris : « Je n’avais pas ressenti une émotion aussi forte depuis certains Dumas ou Stevenson. »